# تبيوكة

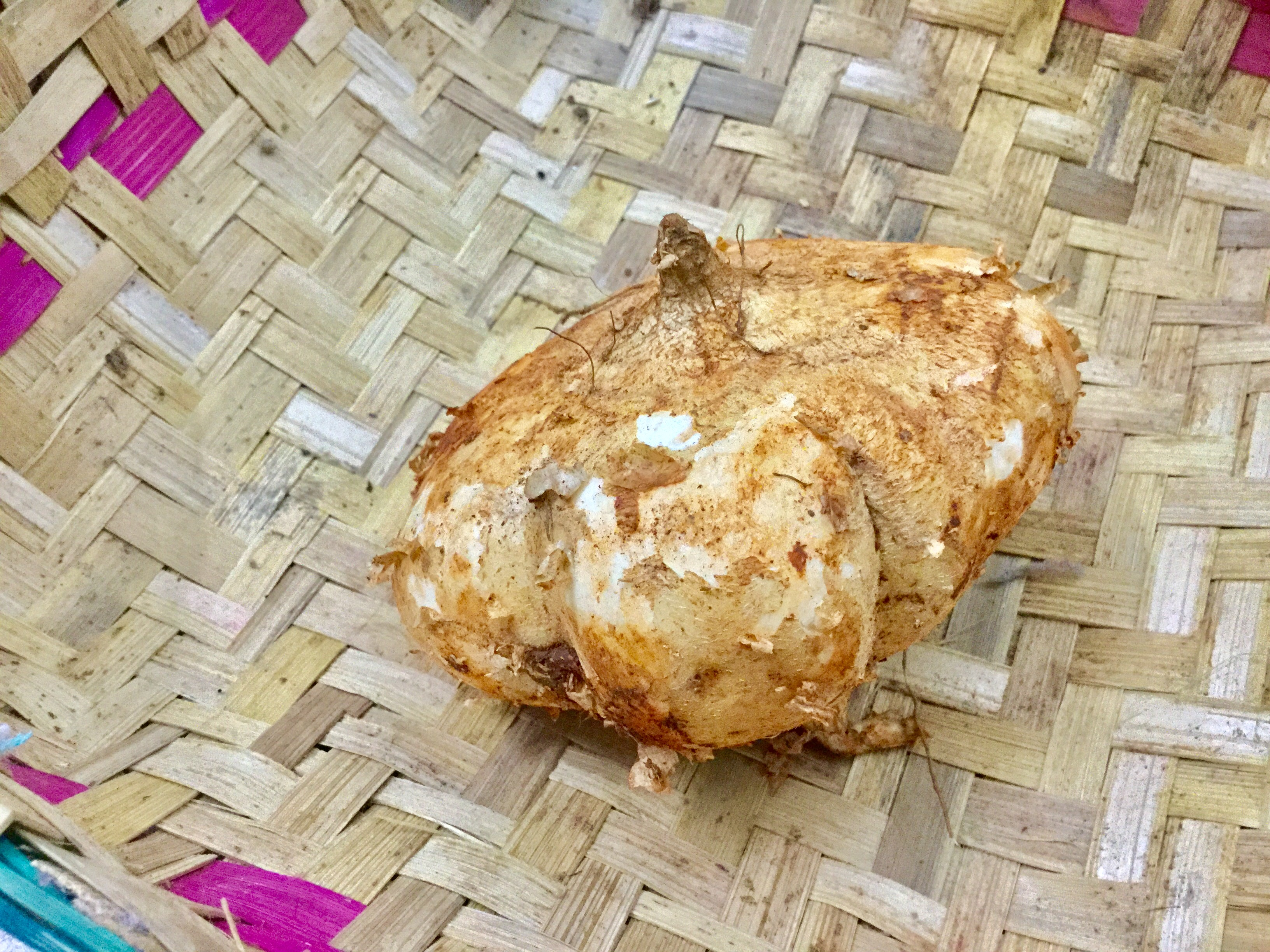
بفرة

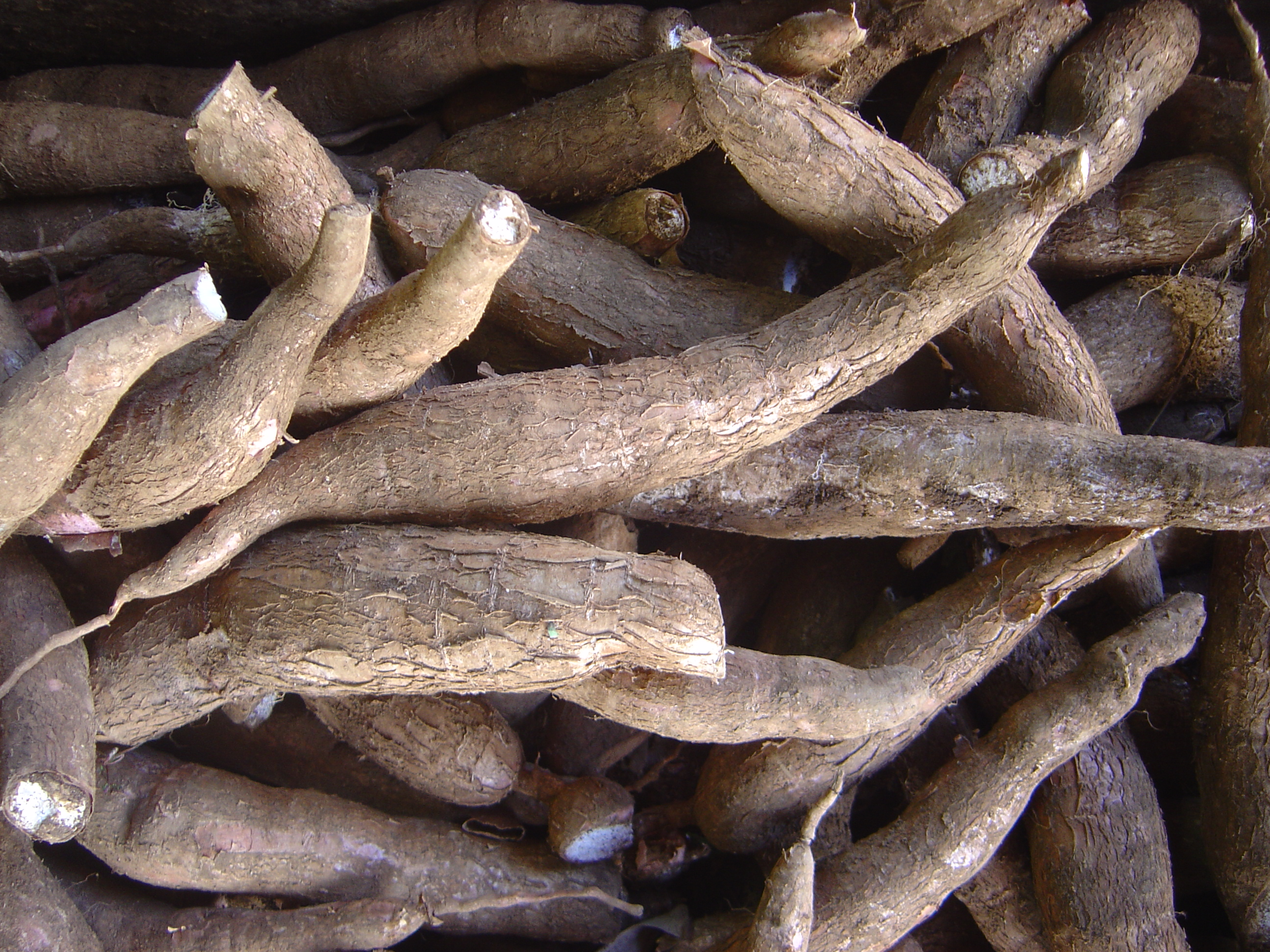
جذر بفرة

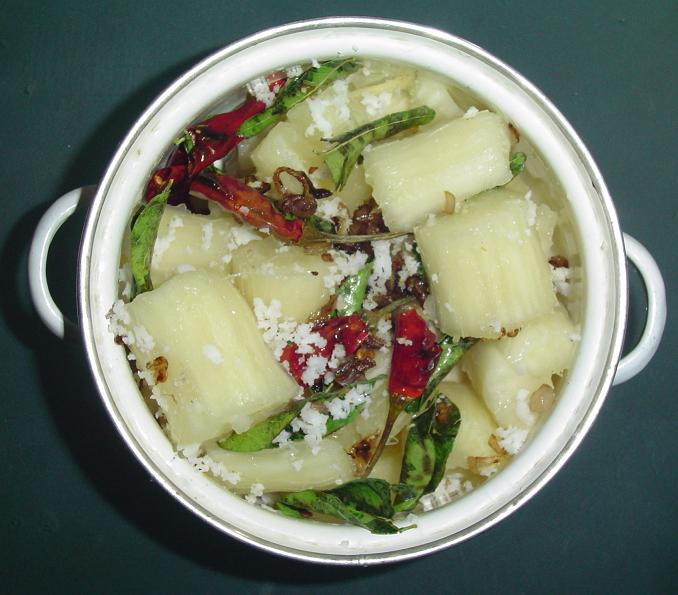
Cooked cassava dish from كيرلا

تَبْيُوكَة (Tapioca) هو النشا المستخرج من جذور المَنِيْهُوت أو الكاسافا أو البَفرة. مهد هذه الأنواع منطقة شمال البرازيل، وينتشر في جميع أنحاء قارة أمريكة الجنوبية. وتعد التبيوكة غذاء رئيسًا في العديد من مناطق العالم. تستخدم التبيوكة لأنها مادة مثخنة في الأطعمة المختلفة.